# Luigi Lombardini
Luigi Lombardini (Cagliari, 7 dicembre 1935 – Cagliari, 11 agosto 1998) è stato un magistrato italiano per decenni attivamente impegnato nella lotta al banditismo sardo e ai sequestri di persona in Sardegna.
Il Procuratore generale di Cagliari Francesco Pintus affermò circa la sua morte: "Lombardini era un giudice che quando i suoi colleghi stavano comodamente seduti in poltrona girava la Sardegna a risolvere i sequestri di persona. È il magistrato al quale si sono consegnati 37 latitanti".

## Biografia
Fino al 1989 si occupò di sequestri di persona in Sardegna, dapprima giudice istruttore, con competenza inizialmente limitata a Cagliari, quindi estesa a quasi tutta la Sardegna. Dal 1969 al 1989 istruì quasi cento procedimenti per sequestro di persona, contribuendo al drastico ridimensionamento del fenomeno criminale.
Fu sospettato di aver assoldato, grazie alla cosiddetta Zona grigia, quali emissari per i sequestri, ex banditi, che in cambio di forti sconti di pena avrebbero lavorato per lui. Costituì un fondo per gestire la cosiddetta Rete Lombardini al fine di agevolare le trattative e il rapporto con gli informatori.
Si suicidò l'11 agosto 1998, dopo l'interrogatorio di alcuni magistrati competenti per territorio, durato sei ore, poiché sospettato di estorsione all'ingegnere Tito Melis nell'ambito del sequestro di Silvia Melis. A seguito del colloquio e della notifica di perquisizione del suo ufficio, precedendo i giudici vi si chiuse all'interno e si tolse la vita sparandosi un colpo di pistola.

## Le reazioni al suicidio
Il 14 agosto 1998, tre giorni dopo la morte di Lombardini, Vittorio Sgarbi in un'intervista a Il Giornale ne attribuisce la responsabilità alle «inchieste politiche di Caselli [...] uomo di Violante», in quanto «il suicidio di Lombardini ha evidenziato la natura esclusivamente politica dell'azione di Caselli e i suoi» che «impudentemente frugano nella sua tomba [...] sul suo cadavere». Il 17 agosto, ignorando i ringraziamenti dell'avvocato di Lombardini per la correttezza tenuta da Caselli nella conduzione dell'interrogatorio nonché il positivo pronunciamento del CSM in merito, ne chiede «l'immediato arresto» nonché la «sospensione dal servizio e dallo stipendio». Alla successiva querela, l'intervistatore Renato Farina e il direttore Mario Cervi scelgono il patteggiamento, mentre Sgarbi la via del processo. Per queste affermazioni nel 1998 verrà condannato dalla Cassazione per diffamazione aggravata sulle indagini del pool antimafia di Palermo, guidato da Gian Carlo Caselli, oltre a 1000 € di multa. Vi è chi, di fronte a questo pronunciamento, ha sostenuto che la condanna sarebbe occorsa per aver Sgarbi definito le indagini "politiche" e quindi Lombardini come una vittima di persecuzione ideologica da parte di Caselli e Ingroia, esercitando il proprio diritto di critica.
Ai fine di restituire l'onore al magistrato suicida viene scritto e presentato a Cagliari, alla presenza di ministri e sottosegretari, il libro del giudice Enzo Tardino: Il Giudice Lombardini che accusa i magistrati di Palermo di averne provocato il suicidio e per questo sarà processato per diffamazione.
La figura di Lombardini ha suscitato polemiche anche negli anni successivi al suicidio. Nel 2007 Marco Travaglio ha scritto che «criticare significa affermare che un'inchiesta è infondata, una sentenza è sbagliata. Ma sostenere che un PM e l'intera sua Procura sono al servizio di un partito, agiscono per finalità politiche, usano la mafia contro lo stato, non è criticare: è attribuire una serie di reati gravissimi, i più gravi che possa commettere un magistrato».
Nel 2005 il libro La zona grigia, cronaca di un sequestro di persona di Giampaolo Cassitta analizza il sequestro di persona avvenuto in Sardegna a Villasimius il 4 ottobre 1978, durante il quale viene rapito l'ingegnere della Ferrari Giancarlo Bussi che non farà più rientro a casa. Il giudice istruttore è Luigi Lombardini. Il libro parte dal presupposto che ci siano stati errori clamorosi nella conduzione delle indagini e, soprattutto, nell'arresto e nel rinvio a giudizio di alcuni detenuti che saranno condannati, ma secondo l'opinione dell'autore con alcuni errori effettuati durante il maxi processo del 1982 svoltosi nell'aula bunker della città di Cagliari.